# Awake (Dream Theater)
Awake is het derde studioalbum van de progressieve metalband Dream Theater. Het is uitgebracht in 1994.

## Geschiedenis
Awake is donkerder van toon en zwaarder dan eerder uitgebracht werk van de band. Het is ook het laatste album waarop keyboardspeler Kevin Moore meespeelt. Vanwege de hardere nummers kreeg het album veel kritiek van fans die vooral vielen op de composities van Images And Words, het vorige studio-album. Toch is het album in de loop der tijd populair geworden bij de fans. Dit blijkt vooral bij optredens waar een aantal nummers van het album vaak wordt uitgevoerd. Ondanks de initiële kritiek wordt het album gewaardeerd vanwege de meer volwassen teksten en de virtuositeit van de bandleden.
Bij het afronden van de opnamen verklaarde Kevin Moore de band te gaan verlaten. Dit was volgens gitarist John Petrucci onverwacht. Vervolgens werd Moore uitgesloten van de resterende werkzaamheden, zoals het mixen, en komt hij ook niet voor in de videoclips.
Het laatste nummer van het album, "Space-Dye Vest", is tot 2014 nooit live uitgevoerd. Mike Portnoy heeft verklaard dat de band het nummer niet wil uitvoeren zonder Kevin Moore omdat het "zijn nummer is". Ook heeft hij gezegd dat als de band had geweten dat Moore weg zou gaan, ze het nummer niet op het album hadden gezet.
Na het vertrek van Mike Portnoy voerden zanger James Labrie en toetsenist Jordan Rudess het nummer al eens uit. Tijdens de Along for the Ride-tournee, die van start ging in 2014, is het nummer opgenomen in de setlist.

## Nummers (achtergrond)
De nummers 4 tot en met 6 vormen een suite, getiteld A Mind Beside Itself. De nummers worden live zowel afzonderlijk als als drieluik gespeeld.
"The Mirror" en "Lie" kunnen worden gezien als twee afzonderlijke nummers die toch één geheel vormen. Ze vloeien in elkaar over en de interlude van "The Mirror" komt terug als een solo in "Lie". Hoewel de nummers zijn geschreven door verschillende bandleden behandelen ze beide thema's als verraad, vertrouwen en het verliezen van controle.
De samples in het openingsnummer, "6:00" zijn uit een film van John Huston die is gebaseerd op de bundel korte verhalen "Dubliners" van James Joyce.
De samples in "Space-Dye Vest" zijn van de film A Room with a View, "Late Night With Conan O'Brien" en van een nieuwsuitzending die verslag deed van de achtervolging van O.J. Simpson.

## Nummers (lijst)
Alle muziek is gecomponeerd door de band, behalve indien anders aangegeven.
1. "6:00" – 5:31 (tekst: Moore)
2. "Caught in a Web" – 5:28 (tekst: Petrucci / LaBrie)
3. "Innocence Faded" – 5:43 (tekst: Petrucci)
4. "A Mind Beside Itself:" I. "Erotomania" – 6:45 (instrumentaal)
5. "A Mind Beside Itself:" II. "Voices" – 9:53 (tekst: Petrucci)
6. "A Mind Beside Itself:" III. "The Silent Man" – 3:48 (muziek en tekst: Petrucci)
7. "The Mirror" – 6:45 (tekst: Portnoy)
8. "Lie" – 6:34 (tekst: Moore)
9. "Lifting Shadows off a Dream" – 6:05 (tekst: Myung)
10. "Scarred" – 11:00 (tekst: Petrucci)
11. "Space-Dye Vest" – 7:29 (muziek en tekst: Moore)
12. "Eve" - 5:23 (Japanse bonustrack / B-kant van de single "The Silent Man")

## Albumhoes
De albumhoes bevat referenties naar sommige nummers, hoewel de band niet heeft gezegd dat dit de bedoeling was.
Voorbeelden:
- De tijdsaanduiding op de maan verwijst naar het nummer "6:00".
- Het spinnenweb naast de spiegel verwijst naar het nummer "Caught in a Web".
- De spiegel verwijst naar het nummer "The Mirror".
- De valse reflectie op de spiegel verwijst naar "Lie".
- De oude man, die ook voorkomt in de videoclip, verwijst naar het nummer "The Silent Man".
- De nachtelijke hemel met de planeet verwijst naar het nummer "Space Dye Vest".

## Demoversie
De demo-cd, uitgegeven door YtseJam Records, het onafhankelijk platenlabel van de band zelf, had andere werktitels voor sommige nummers. Deze waren:
- "6:00" – "Beachhouse Reality"
- "Caught in a Web" – "Squid"
- "Innocence Faded" – "Fresca"
- "The Mirror" – "Puppies on Acid" (een vroege versie van dit nummer, bestaande uit de intro tot aan het punt waar de vocalen beginnen, komt voor op de video Live in Tokyo en het livealbum Once in a LIVEtime)
- "Lie" – "Kittens on Crack"
- "Lifting Shadows Off a Dream" – "Blowfish"
- "Scarred" – "The Keymaster"

## Bandbezetting
- James LaBrie – zanger
- Kevin Moore – keyboardspeler
- John Myung – basgitarist
- John Petrucci – gitarist
- Mike Portnoy – drummer